# Aleksandr Aleksandrovič Volkov
Aleksandr Aleksandrovič Volkov, (in russo: Алекса́ндр Алекса́ндрович Во́лков) (Horlivka, 27 maggio 1948), è un cosmonauta sovietico.
Partecipò a una missione sulla stazione spaziale Saljut 7 che raggiunse con la Sojuz T-14. Successivamente volò ancora nello spazio durante le missioni Sojuz TM-7 e Sojuz TM-13 e soggiornò sulla stazione spaziale Mir.
Fu decorato come eroe dell'Unione Sovietica e con l'ordine di Lenin.